# Filosofia dello sport

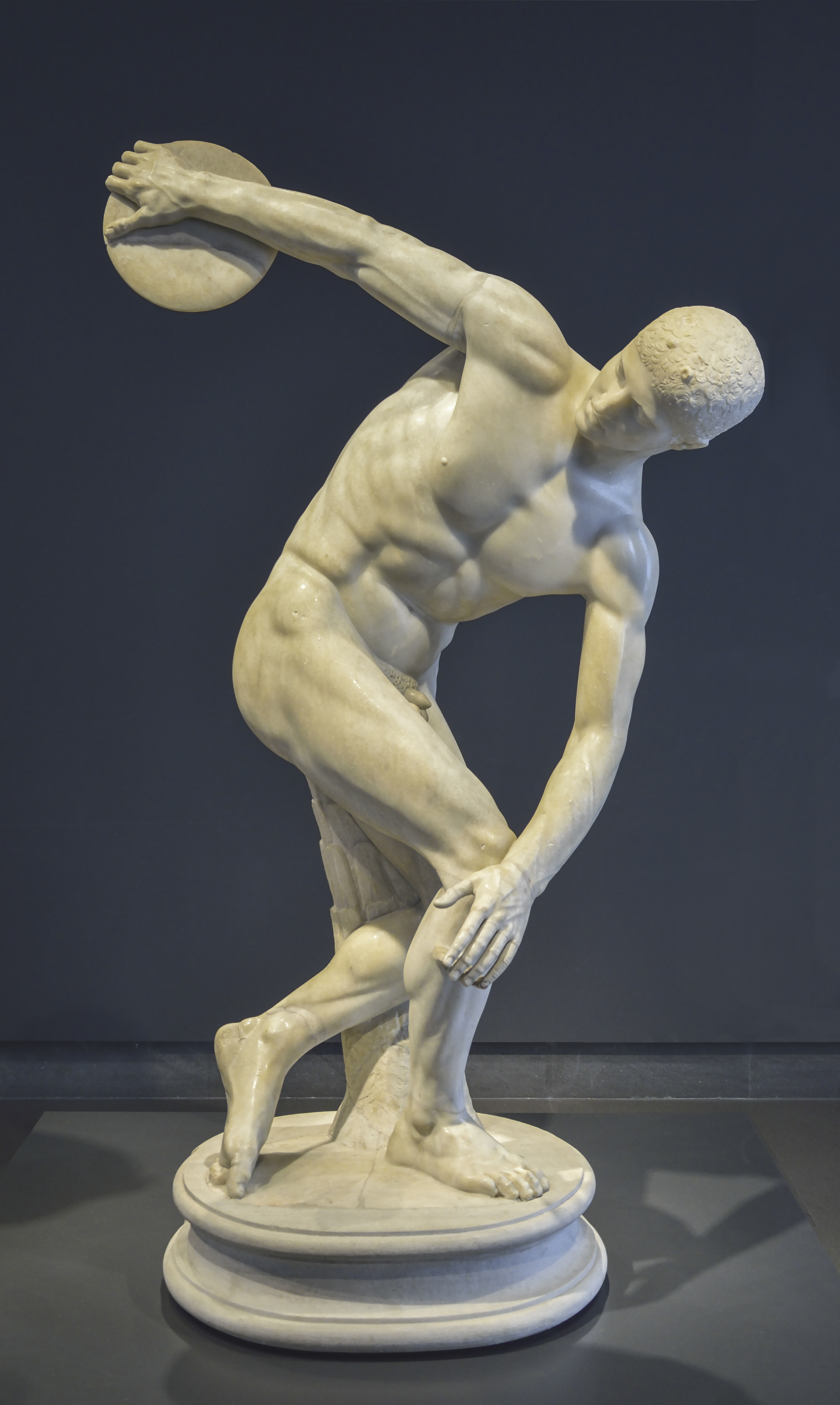
La filosofia dello sport è nata nell'antica Grecia.

La filosofia dello sport è una disciplina filosofica che analizza concettualmente i temi sportivi.
La prospettiva filosofica in ambito sportivo ha avuto origine nell'antica Grecia ed è rinata nel tardo XX secolo grazie ai filosofi Paul Weiss e Howard Slusher. I temi della disciplina spaziano in differenti aree, rientranti principalmente in cinque categorie filosofiche: metafisica, etica, filosofia del diritto, filosofia politica ed estetica. Incorporano le relazioni metafisiche tra lo sport, l'arte e il gioco, le questioni etiche della virtù e della correttezza e più in generale temi sociopolitici.

## Storia

### Antica Grecia
Nell'antica Grecia – culla sia della filosofia, sia dei Giochi olimpici – le filosofie ellenistiche attribuivano grande importanza alle prestazione atletiche, che nella visione del tempo rispecchiavano l'abilità di un leader nel guidare gli altri. Lo sport era considerato come un'indagine epistemica, un processo metodologico attraverso il quale la competizione svelava il reale potenziale atletico di una persona: l'atletica come misura del valore individuale era vista quale rimedio alla disuguaglianza sociale.
Lo sport era inoltre considerato un mezzo di educazione morale: Platone si dichiarò in favore della partecipazione femminile allo sport per l'arricchimento morale delle donne, mentre Aristotele descrisse l'attività fisica come una responsabilità etica.

### Età contemporanea
Al termine del XIX secolo, durante le importanti riforme educative del tempo, il legame tra educazione fisica, salute e benessere fu oggetto di interesse da parte di studiosi. Al tempo i benefici dell'attività fisica in termini di salute ed istruzione erano considerati una componente della vita pubblica ed i sostenitori dell'educazione fisica assunsero posizioni filosofiche sulla teologia, sul dualismo mente-corpo e sulla metafisica. In generale la filosofia politica divenne popolare in quel periodo storico, quale risposta alle questioni sociali e politiche e in associazione al dovere civico ed alla cittadinanza responsabile.
La rinascita dell'interesse per la filosofia dello sport quale disciplina prese il via nel 1969 con la pubblicazione del libro Sport: A Philosophical Inquiry (inglese, in italiano Sport: Un'indagine filosofica) scritto da Paul Weiss, docente di filosofia presso l'Università Yale. Nel testo – considerato la prima opera dedicata alla filosofia dello sport – l'autore indica l'elitarismo accademico quale causa dell'assenza di interesse al riguardo del tema sportivo, considerato fino a quel momento triviale e ordinario. Numerosi studi e pubblicazioni relativi alla disciplina sono avvenuti in Asia, in particolare in Giappone.

## Temi
I temi più importanti all'interno della disciplina riguardano l'aspetto sociale dello sport, l'estetica delle prestazioni sportive, l'epistemica di strategie e tecniche individuali e di squadra, l'etica sportiva, la logica delle regole sportive e la metafisica dello sport quale componente della natura umana. Sono inoltre state pubblicate opere al riguardo della filosofia dello sport in termini artistici e fisici, oltre che dedicate agli sport diventati popolari con la generazione X come bouldering, surf e skateboard.
La disciplina si interseca inoltre con altre tipiche della filosofia contemporanea quali quelle dell'educazione, della mente, delle regole, della scienza e sociale.

### Etica
I temi etici all'interno della filosofia dello sport sono incentrati sul comportamento dell'atleta in relazione alle regole, agli altri atleti ed agli spettatori, oltre che su fattori esterni come le questioni socioeconomiche legate a tifosi e comunità locali. Un ulteriore aspetto trattato è quello legato al doping ed all'etica dell'intervento medico nella prestazione atletica – entro quali limiti sia accettabile e quali confini si possano porre – con particolare attenzione alle conseguenze del divieto di alcune tipologie dello stesso.
I temi etici di questa disciplina sono solitamente analizzati attraverso tre teorie morali: il consequenzialismo, la deontologia e l'etica della virtù.

### Articoli accademici
- (EN) Howard S. Slusher, Sport: A Philosophical Perspective (abstract), in Law and Contemporary Problems, vol. 38, n. 1, Duke University School of Law, 1973,  pp. 129-134, ISSN 0023-9186 (WC · ACNP). URL consultato il 19 febbraio 2022.

### Libri
- (EN) Paul Weiss, Sport: A Philosophic Inquiry, Southern Illinois University Press, 1969, ISBN 0809303582.
- Mauro Parrini, Sport. Una riflessione filosofica, Mursia, 2023, ISBN 978-88-425-6416-4.

### Pubblicazioni
- (EN) Journal of the Philosophy of Sport, The International Association for the Philosophy of Sport, ISSN 0094-8705 (WC · ACNP).
- (EN) Sport, Ethics and Philosophy, Taylor & Francis, ISSN 17511321 (WC · ACNP).